# Alan Jouban
Alan Michael Jouban (Lafayette, 25 novembre 1981) è un artista marziale misto e modello statunitense.
Combatte nella divisione dei pesi welter per la promozione UFC.

## Biografia
Jouban nasce a Lafayette, negli Stati Uniti, da genitori di origine francese e siriana. Da bambino coltiva una grande passione per il calcio ma un grave infortunio al legamento crociato anteriore lo costringe a interrompere la carriera in questo sport.
All'età di 20 anni inizia la propria carriera da modello, dopo aver ricevuto una proposta da un'agenzia di moda in un centro commerciale. Nel 2015 sigla un contratto per la fragranza Versace, venendo più tardi selezionato come testimonial per la linea Dylan Blue Pour Homme.

## Carriera nelle arti marziali miste

### Ultimate Fighting Championship
Nell'estate del 2014 Jouban viene messo sotto contratto dalla prestigiosa promozione Ultimate Fighting Championship. Il lottatore di Lafayette compie il suo debutto nell'ottagono il 16 agosto seguente, quando affronta Seth Baczynski all'evento UFC Fight Night 47, imponendosi via KO al primo round in un match molto combattuto. La spettacolarità dell'incontro gli vale un riconoscimento di Fight of the Night.
L'8 novembre combatte il vincitore di The Ultimate Fighter Warlley Alves in occasione di UFC Fight Night 56. Ne uscirà sconfitto via discussa decisione unanime, nonostante fosse apparso in vantaggio durante le tre riprese.
Il nativo di Lafayette torna subito sull'ottagono, scegliendo di affrontare Richard Walsh il 28 febbraio a UFC 184. Jouban si impone via KO al primo round, utilizzando una gomitata seguita da una combinazione di pugni.
Jouban torna in azione il 17 dicembre 2016 quando sfida l'imbattuto prospetto Mike Perry a UFC on Fox 22. Partito da gran sfavorito e soggetto del trash-talking di Perry nelle settimane precedenti al match, si aggiudica a gran sorpresa una netta vittoria per decisione unanime grazie alla maggiore abilità nel kickboxing.
Dopo aver ribadito più volte di volere come prossimo avversario uno tra i top 15 della divisione, disputa il match più importante della carriera il 18 marzo 2017 a UFC Fight Night 107 quando si ritrova davanti al valido islandese Gunnar Nelson. La superiorità di Nelson nel grappling e nella lotta libera si fa sentire già alla prima ripresa e lo statunitense ne uscirà sottomesso via ghigliottina all'inizio del secondo round, dopo essere stato scosso pesantemente da una combinazione pugno-calcio al volto. Si interrompe così bruscamente la scalata verso i ranking, da lui tanto perseguita.

### Risultati nelle arti marziali miste
| Risultato | Record | Avversario         | Metodo                          | Evento                                     | Data             | Round | Tempo | Città                      | Note                                      |
| --------- | ------ | ------------------ | ------------------------------- | ------------------------------------------ | ---------------- | ----- | ----- | -------------------------- | ----------------------------------------- |
| Vittoria  | 17-7   | Jared Gooden       | Decisione (unanime)             | UFC 255: Figueiredo vs. Perez              | 21 novembre 2020 | 3     | 5:00  | Las Vegas, Stati Uniti     |                                           |
| Vittoria  | 16-7   | Dwight Grant       | Decisione (non unanime)         | UFC 236: Holloway vs. Poirier 2            | 13 aprile 2019   | 3     | 5:00  | Atlanta, Stati Uniti       |                                           |
| Vittoria  | 16-6   | Ben Saunders       | KO (pugno)                      | UFC on Fox: Emmett vs. Stephens            | 24 febbraio 2018 | 2     | 2:38  | Orlando, Stati Uniti       | Fight of the Night                        |
| Sconfitta | 15-6   | Niko Price         | TKO (pugni)                     | UFC Fight Night: Pettis vs. Moreno         | 5 agosto 2017    | 1     | 1:44  | Città del Messico, Messico |                                           |
| Sconfitta | 15-5   | Gunnar Nelson      | Sottomissione (ghigliottina)    | UFC Fight Night: Manuwa vs. Anderson       | 18 marzo 2017    | 2     | 0:46  | Londra, Inghilterra        |                                           |
| Vittoria  | 15-4   | Mike Perry         | Decisione (unanime)             | UFC on Fox: VanZant vs. Waterson           | 17 dicembre 2016 | 3     | 5:00  | Sacramento, Stati Uniti    |                                           |
| Vittoria  | 14-4   | Belal Muhammad     | Decisione (unanime)             | UFC Fight Night: dos Anjos vs. Alvarez     | 7 luglio 2016    | 3     | 5:00  | Las Vegas, Stati Uniti     | Fight of the Night                        |
| Vittoria  | 13-4   | Brendan O'Reilly   | TKO (gomitate e pugni)          | UFC Fight Night: Hunt vs. Mir              | 20 marzo 2016    | 1     | 2:15  | Brisbane, Australia        |                                           |
| Sconfitta | 12-4   | Albert Tumenov     | TKO (calcio alla testa e pugni) | UFC 192: Cormier vs. Gustafsson            | 3 ottobre 2015   | 1     | 2:55  | Houston, Stati Uniti       |                                           |
| Vittoria  | 12-3   | Matt Dwyer         | Decisione (unanime)             | UFC Fight Night: Mir vs. Duffee            | 15 luglio 2015   | 3     | 5:00  | San Diego, Stati Uniti     | Fight of the Night                        |
| Vittoria  | 11-3   | Richard Walsh      | KO (gomitata e pugni)           | UFC 184: Rousey vs. Zingano                | 28 febbraio 2015 | 1     | 2:19  | Los Angeles, Stati Uniti   |                                           |
| Sconfitta | 10-3   | Warlley Alves      | Decisione (unanime)             | UFC Fight Night: Shogun vs. St. Preux      | 8 novembre 2014  | 3     | 5:00  | Uberlândia, Brasile        |                                           |
| Vittoria  | 10-2   | Seth Baczynski     | KO (pugno)                      | UFC Fight Night: Bader vs. Saint Preux     | 16 agosto 2014   | 1     | 4:23  | Bangor, Stati Uniti        | Debutto in UFC. Fight of the Night        |
| Vittoria  | 9-2    | Ricky Legere Jr    | Decisione (non unanime)         | RFA 15                                     | 6 giugno 2014    | 3     | 5:00  | Culver City, Stati Uniti   |                                           |
| Vittoria  | 8-2    | Armando Montoya Jr | KO (pugno)                      | RFA 14                                     | 11 aprile 2014   | 2     | 3:33  | Cheyenne, Stati Uniti      |                                           |
| Sconfitta | 7-2    | Mike Rhodes        | Decisione (unanime)             | RFA 10                                     | 25 ottobre 2013  | 3     | 5:00  | Des Moines, Stati Uniti    | Per titolo pesi welter RFA                |
| Vittoria  | 7-1    | Chris Spång        | TKO (pugni)                     | RFA 9                                      | 16 agosto 2013   | 3     | 1:23  | Los Angeles, Stati Uniti   |                                           |
| Vittoria  | 6-1    | Rigo Oropeza       | TKO (pugni)                     | Fight Club OC: Rumble on the Range         | 16 maggio 2013   | 1     | 1:54  | Burbank, Stati Uniti       | Vince il titolo pesi welter Fight Club OC |
| Vittoria  | 5-1    | Cameron Mayer      | KO (pugno)                      | USA MMA: Stacked 2                         | 16 giugno 2012   | 1     | 1:24  | Baton Rouge, Stati Uniti   |                                           |
| Vittoria  | 4-1    | Daniel McWilliams  | Sottomissione (pugni)           | National Fight Alliance: Valley Invasion 2 | 6 aprile 2012    | 1     | 0:46  | Los Angeles, Stati Uniti   |                                           |
| Vittoria  | 3-1    | D.J. Roberson      | Decisione (unanime)             | Shark Fights 20                            | 15 ottobre 2011  | 3     | 5:00  | Laughlin, Stati Uniti      |                                           |
| Vittoria  | 2-1    | Andrew Goldthwaite | KO (pugni)                      | Shark Fights 17: Horwich vs. Rosholt 2     | 15 luglio 2011   | 3     | 2:37  | Frisco, Stati Uniti        |                                           |
| Sconfitta | 1-1    | Chidi Njokuani     | TKO (Calcio al corpo)           | Tachi Palace Fights 9                      | 6 maggio 2011    | 3     | 1:27  | Lemoore, Stati Uniti       |                                           |
| Vittoria  | 1-0    | Kyle Griffin       | KO (ginocchiata)                | Tachi Palace Fights 8                      | 18 febbraio 2011 | 1     | 0:15  | Lemoore, Stati Uniti       |                                           |